# Teodor Laço
Teodor Laço (ur. 28 września 1936 we wsi Dardhë k. Korczy, zm. 15 października 2016 w Tiranie) – albański pisarz, scenarzysta filmowy i polityk.

## Życiorys
Ukończył studia z zakresu agronomii na Uniwersytecie Tirańskim. W 1965 zadebiutował jako pisarz powieścią Epoka ziemi (Era e tokës). Największą sławę przyniosła mu wydana w 1971 powieść Twarda ziemia (alb. Toka e ashpër), w której przedstawiał okres kolektywizacji wsi albańskiej. Pisał powieści, dramaty i opowiadania.
Od 1976 współpracował ze Studiem Filmowym Nowa Albania (alb. Kinostudio Shqipëria e Re). Jego scenariusz do filmu Përballimi został w 1977 nagrodzony na II Festiwalu Filmów Albańskich. Napisał potem jeszcze 10 scenariuszy filmowych.
Pod koniec lat 80. objął stanowisko kierownika redakcji filmów fabularnych w studiu filmowym, a w 1990 stanął na czele przedsiębiorstwa Albafilm. W 1991 współtworzył albańską socjaldemokrację i w wyborach parlamentarnych 1992 został wybrany do parlamentu z listy Socjaldemokratycznej Partii Albanii. W parlamencie zasiadał przez trzy kolejne kadencje. W 1995 objął stanowisko ministra kultury, młodzieży i sportu. W późniejszym okresie związał się z partią liberalną (Bashkimi Liberal), której został przewodniczącym.
W latach 2006–2010 pełnił funkcję ambasadora Albanii w Federacji Rosyjskiej.

## Twórczość

### Powieści
- 1971: Tokë e ashpër (Twarda ziemia)
- 1978: Lëndina e lotëve
- 1985: Përballimi (Konfrontacja)
- 1987: Të gjithë lumenjtë rrjedhin (Wszystkie rzeki płyną)
- 1990: Pushimet e kolonelit (Odpoczynek pułkownika)
- 1995: Një vit i hidhur (Gorzki rok)
- 2004: Ishulli i mëkatarëve (Wyspa grzeszników)
- 2009: Mjegull (Mgła)
- 2014: Gropas 67

### Opowiadania
- 1965: Era e tokës (Epoka ziemi)
- 1967: Rruga e bardhë (Biała droga)
- 1969: Një natë shiu (Deszczowa noc)
- 1976: Pylli në vjeshtë
- 1980: Portat e dashurisë (Bramy miłości)
- 1983: Një ditë dhe një jetë (Dzień i życie)
- 1986: Një dimër tjetër (Kolejna zima)
- 1991: Zemërimi i një njeriu të urtë
- 2000: Vdekja e nëpunësit X (Śmierć pracownika X)
- 2003: Trokitje në shpirt (Pukanie do duszy)
- 2005: Valsi i hënës
- 2010: Statusi i qenit : tregime satirike

### Inne
- 1968: Shtëpia në rrugicë (Dom przy uliczce, dramat)
- 1996: Qyteti i akuzuar. Një det helmi (dramat)
- 1998: Kohë për te kujtuar, kohe per te harruar: Shenime politike e letrare: 1997–1998 (wspomnienia)
- 2008: Nje dritare ne Kremlin : nga Hrushovi te Putini : shenime publicistike
- 2012: Bashkëjetesë me kohën : (shënime politike, letrare, intime)

## Scenariusze filmowe
- 1976: Përballimi
- 1976: Tokë e përgjakur
- 1977: Streha e re
- 1979: Ditët, që sollën pranverën
- 1979: Dorina
- 1981: Shtëpia jonë e përbashkët
- 1985: Asgjë nuk harrohet
- 1986: Tri ditë nga një jetë
- 1987: Dhe vjen një ditë
- 1988: Flutura në kabinën time
- 1990: Vitet e pritjes